# 小平村
小平村（おだいらむら）は、福島県石川郡にかつて存在した村である。

## 地理
現在の平田村の南部に位置する。
- 山：芝山

## 歴史

### 村域の変遷
- 1889年（明治22年）4月1日 - 町村制の施行に伴い、小平村・西山村・中倉村・北方村・駒形村・東山村が合併し石川郡小平村が発足。
- 1955年（昭和30年）3月31日 - 蓬田村と合併して平田村が発足。同日小平村廃止。

変遷表
| 1868年 以前 | 1868年 以前 | 明治15年 | 明治22年 4月1日 | 昭和30年 3月31日 | 現在   |
| ----------- | ----------- | -------- | --------------- | ---------------- | ------ |
|             | 小平村      | 小平村   | 小平村          | 平田村           | 平田村 |
|             | 西山村      |          | 小平村          | 平田村           | 平田村 |
|             | 中倉村      |          | 小平村          | 平田村           | 平田村 |
|             | 上北方村    | 北方村   | 小平村          | 平田村           | 平田村 |
|             | 下北方村    | 北方村   | 小平村          | 平田村           | 平田村 |
|             | 駒形村      |          | 小平村          | 平田村           | 平田村 |
|             | 東山村      |          | 小平村          | 平田村           | 平田村 |

## 大字
- 小平（おだいら）
- 西山（にしやま）
- 中倉（なかぐら）
- 北方（きたかた）
- 駒形（こまがた）
- 東山（ひがしやま）

## 村長
- 棚辺四郎：1946年 -

## 人口・世帯

### 人口
総数 [単位： 人]
| 1891年（明治24年） | 1,645 |
| 1920年（大正 9年） | 2,586 |
| 1947年（昭和22年） | 5,175 |

### 世帯
総数 [単位： 世帯]
| 1920年（大正 9年） | 571 |
| 1947年（昭和22年） | 838 |